# STS-47
STS-47 est la deuxième mission de la navette spatiale Endeavour. Elle s'est déroulée du 12 au 20 septembre 1992. C'est durant cette mission que Mae C. Jemison fut la première femme noire dans l'espace.

## Équipage
- Commandant : Robert L. Gibson (4)  États-Unis
- Pilote : Curtis L. Brown, Jr. (1)  États-Unis
- Commandant de la charge utile : Mark C. Lee (2)  États-Unis
- Spécialiste de mission : Nancy Jan Davis (1)  États-Unis
- Spécialiste de mission : Jay Apt (2)  États-Unis
- Spécialiste de mission : Mae C. Jemison (1)  États-Unis
- Spécialiste de la charge utile : Mamoru Mohri (1)  Japon (de la NASDA)

Le chiffre entre parenthèses indique le nombre de vols spatiaux effectués par l'astronaute au moment de la mission.
Mark C. Lee et Jan Davis, tout juste mariés, ont caché jusqu'au dernier moment leur relation à la NASA. Ce qui en fait le premier couple marié américain dans l'espace. Depuis lors, un règlement interdisant à des conjoints de participer à une même mission a été mis en place par la NASA, pour les mêmes raisons[Lesquelles ?] que dans l'US Navy.

## Paramètres de la mission
- Masse :
  - Navette au lancement avec charge : 99 450 kg
  - Chargement : 12 485 kg
- Périgée : 297 km
- Apogée : 310 km
- Inclinaison : 57,0°
- Période : 90,5 min

## Objectifs
La mission STS-47 est une mission Spacelab avec une coopération japonaise. Mamoru Mohri fut ainsi le 1er astronaute japonais à être allé dans l'espace.